# Maxstoke Castle

Maxstoke Castle

Maxstoke Castle ist eine Burg nördlich des Dorfes Maxstoke in der englischen Grafschaft Warwickshire. Die Burg aus dem Mittelalter befindet sich heute in privater Hand.

## Geschichte
Maxstoke Castle wurde für Sir William de Clinton, 1. Earl of Huntingdon, 1345 errichtet. Es hat einen rechteckigen Grundriss, achteckige Ecktürme, ein Torhaus an der Ostseite und einen Wohntrakt an der Westseite. Die Burg ist von einem breiten Graben umgeben. Humphrey Stafford, 1. Duke of Buckingham, der die Burg 1437 im Tausch gegen andere Grundherrschaften in Northamptonshire erwarb, ließ Zubauten anbringen. Bemerkenswert ist, dass Maxstoke Castle bis heute größtenteils intakt erhalten blieb.
An Antiquitäten finden sich in der Burg ein Stuhl aus dem 15. Jahrhundert, auf dem Heinrich VII. nach der Schlacht von Bosworth 1485 zum englischen König gekrönt wurde, ein Tisch, der Sir Everard Digby (Vetter der Digbys aus Coleshill) gehörte und um den 1605 der Gunpowder Plot geplant wurde, und eine „Flüstertüre“ (zwei Türen mit gemeinsamem Türstock), die von Kenilworth Castle hierher gebracht wurde.

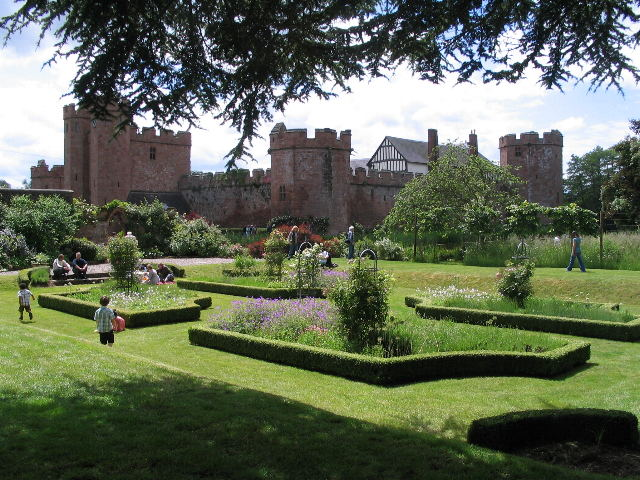
Die Gärten von Maxstoke Castle

Den heutigen Eignern, der Familie Fetherstone-Dilke, gehört die Burg seit dem 17. Jahrhundert.
Im englischen Bürgerkrieg war Maxstoke Castle mit einer parlamentaristischen Garnison belegt. Der erste bekannte Gouverneur der Burg war in den Jahren 1642–1643 Captain Layfield. Die Stammrolle der Garnison zeigt, dass von März 1644 bis Oktober 1645 der Kapitän der Garnison ein gewisser Henry Kendall sen., Grundherr von Austrey, war. Sein Sohn, Henry Kendall jun., war sein Leutnant. Die Garnison enthielt etliche Lehensnehmer von Austrey: William Smart (Sohn eines Tischlers), Henry Spencer und John Crispe.
Im 18. Jahrhundert heiratete William Dilke aus Maxstoke Mary Fetherstone-Leigh aus Packwood House bei Knowle. Seit dieser Zeit waren beide Familien und Häuser eng verbunden.

## Heute
Maxstoke Castle mit einmal im Jahr (üblicherweise Mitte Juni) zu Gunsten örtlicher gemeinnütziger Zwecke für die Öffentlichkeit geöffnet. Geschichtlich interessierte Gruppen können jederzeit eine Tour buchen.
Die Burg ist als historisches Bauwerk I. Grades gelistet und gilt als Scheduled Monument. Der Park von Maxstoke Castle dient seit 1898 als Golfplatz. Einst war er ein Rehpark und Rehe findet man noch heute dort.